# Charly (film, 1968)
Pour les articles homonymes, voir Charly.
Pour plus de détails, voir Fiche technique et Distribution.
Charly est un film américain réalisé par Ralph Nelson, sorti en 1968, tiré du roman Des fleurs pour Algernon (Flowers for Algernon) de Daniel Keyes.

## Synopsis
Charly Gordon est un retardé mental. Grâce à une opération et un traitement donné par des chercheurs, Charly développe ses facultés intellectuelles au point de devenir un vrai génie, mais ses facultés émotionnelles ne se développent pas au même point. Si Charly devient un génie, il ne semble pas pour autant ressentir d'empathie particulière pour son entourage immédiat.
Algernon est une souris sur laquelle le traitement a été testé précédemment, avec le même effet d'augmentation intellectuelle ; mais un jour Algernon semble régresser.

## Fiche technique
- Titre original : Charly
- Réalisation : Ralph Nelson
- Scénario : Stirling Silliphant
- Musique : Ravi Shankar
- Directeur de la photographie : Arthur J. Ornitz
- Son : Jim Shields
- Monteur : Fredric Steinkamp
- Chef décorateur : John DeCuir Jr., Charles Rosen
- Production : Ralph Nelson
- Directeur de production : Henry Spitz
- Société de production : ABC Pictures, Robertson and Associates, Selmur Productions
- Distribution : MGM
- Langue : anglais
- Genres : science-fiction, drame
- Durée : 103 minutes
- Date de sortie :
  - États-Unis : 23 septembre 1968

## Distribution
- Cliff Robertson : Charly Gordon
- Claire Bloom : Alice Kinnian
- Lilia Skala : Dr. Anne Strauss
- Leon Janney : Dr. Richard Nemur
- Dick Van Patten : Bert
- Barney Martin : Hank
- Ruth White : Mme Apple
- William Dwyer : Joey
- Edward McNally : Gimpy
- Dan Morgan : Paddy
- Frank Dolan : Eddie
- Marianne Case : une jeune femme
- Ralph Nelson : l'orateur au congrès

## Récompenses
- Oscars 1969 : Oscar du meilleur acteur pour Cliff Robertson